# Ander
Ander sagar berdie es una película dramática española escrita y dirigida por Roberto Castón que se estrenó el 30 de enero de 2009. Fue financiada por el Berdindu, el servicio de apoyo LGBTI del departamento de servicios sociales del gobierno vasco, y destaca por ser la primera película de temática gay rodada principalmente en euskera.

## Sinopsis
Ander vive en un caserío de un pequeño pueblo vasco con su madre y su hermana. Debido a un accidente en el que se rompe la pierna se ve obligado a contratar temporalmente a José, un inmigrante peruano, para realizar las labores agrícolas. La llegada de José despierta en Ander deseos sexuales y para su sorpresa se enamora de él. Ander, que no había sido consciente de su orientación sexual hasta entonces a pesar de tener más de cuarenta años, empieza a replantearse la vida y las relaciones que ha tenido hasta entonces.

## Reparto
- Joxean Bengoetxea: Ander
- Christian Esquivel: José
- Mamen Rivera: Reme
- Pako Revuelta: Peio
- Pilar Rodríguez: madre de Ander
- Leire Ucha: Arancha
- Pedro Otaegi: Evaristo

## Distribución
La película no encontró distribución en España, a diferencia de en otros países como Francia, Alemania, Holanda, Israel o Taiwán. En 2019, diez años después de su lanzamiento, fue estrenada por primera vez en España en la plataforma Filmin, que la calificó debido a sus problemas de distribución como "joya maldita" y "uno de los grandes hitos del cine queer español".

## Premios
- Premio CICAE en la sección Panorama del Festival Internacional de Cine de Berlín.
- Premio al mejor largometraje en Cinhomo.
- Premios a la mejor película, director y actor en el XII festival de cine de Punta del Este.
- Mención especial del jurado en el III Festival Llámale H (Montevideo).
- Violeta de oro a la mejor película en el Festival de Cine Español de Toulouse (Cinespaña 2009).
- Gran Premio del Jurado en CineHorizontes (Marsella).
- Mención Especial del Jurado en el Mediterranean Film Festival (Roma).
- LESGAICINEMAD: Mejor película (premio del jurado) y Premio del público a la mejor película española.
- Premio al mejor actor en el Festival Internacional de Jóvenes Realizadores de San Juan de Luz para Josean Bengoetxea.
- Premio a la mejor película y al mejor actor (Josean Bengoetxea) en el festival Queer Lisboa 2009.
- Premio del jurado a la mejor película en el Festival Internacional de cine de Albacete.
- Premio Ley del Deseo al mejor largometraje en el Festival de Cine Gay y Lésbico de Extremadura.
- Premio Lux del Parlamento Europeo 2009 (selección oficial).
- Premio del Público del Festival Mix Brasil al Mejor Largometraje de Ficción.
- Premio al mejor actor (Josean Bengoetxea) en el festival Premiers Plans de Angers (Francia).